# باب الدباغ
باب الدباغين أو باب الدباغ هي إحدى البوابات التاريخية الرئيسية للمدينة القديمة لمراكش في المغرب.

## التسمية
يشير اسم الباب إلى المدابغ المجاورة التي كانت موجودة منذ فترة المرابطين.

## الموقع والتصميم
يقع الباب في أقصى الشمال من البوابتين الشرقيتين للمدينة القديمة في مراكش. ويتميز الباب بتصميمه الأكثر تعقيدًا بين أبواب المدينة. ينحني ممره 5 مرات في مسار يشبه حرف S تقريبًا، ويمر عبر ساحتين في الهواء الطلق وغرفة واحدة مغطاة. 
يوجد درج في الزاوية الجنوبية الشرقية من الهيكل للوصول إلى سقف البوابة.

## التاريخ
يعود تاريخ الباب إلى حوالي سنة 1126 م عندما بنى الأمير المرابطي علي بن يوسف أول أسوار مدينة مراكش. 
يعتقد العلماء أن الجزء المركزي من البوابة يعود إلى بوابة المرابطين الأصلية وأن الموحدين أضافوا أقسام الفناء الداخلي والخارجي. وهكذا كان للبوابة في الأصل مدخل منحني «بسيط» (أي تحولت إلى 90 درجة مرة واحدة فقط).

## معرض الصور

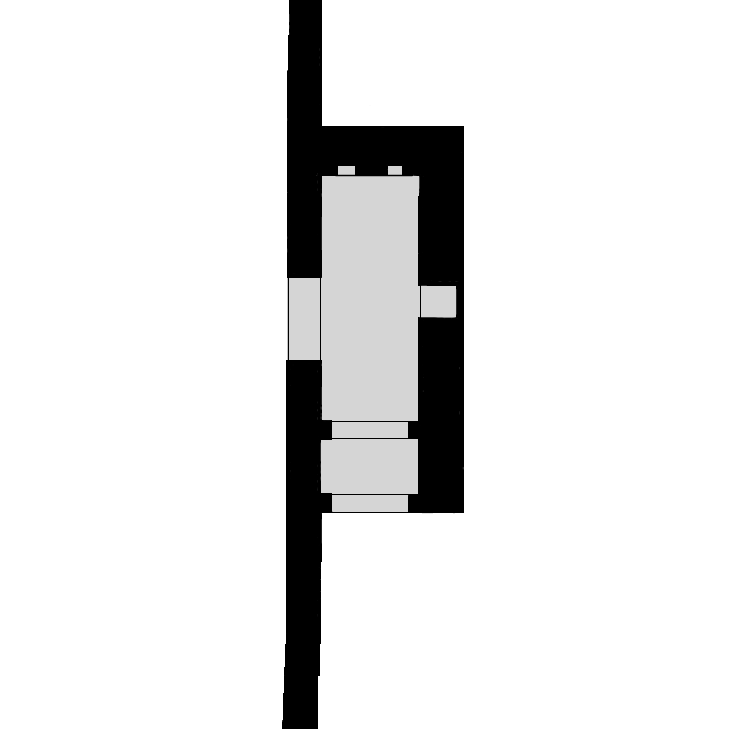
مخطط للشكل الأصلي المفترض للبوابة الأرضية
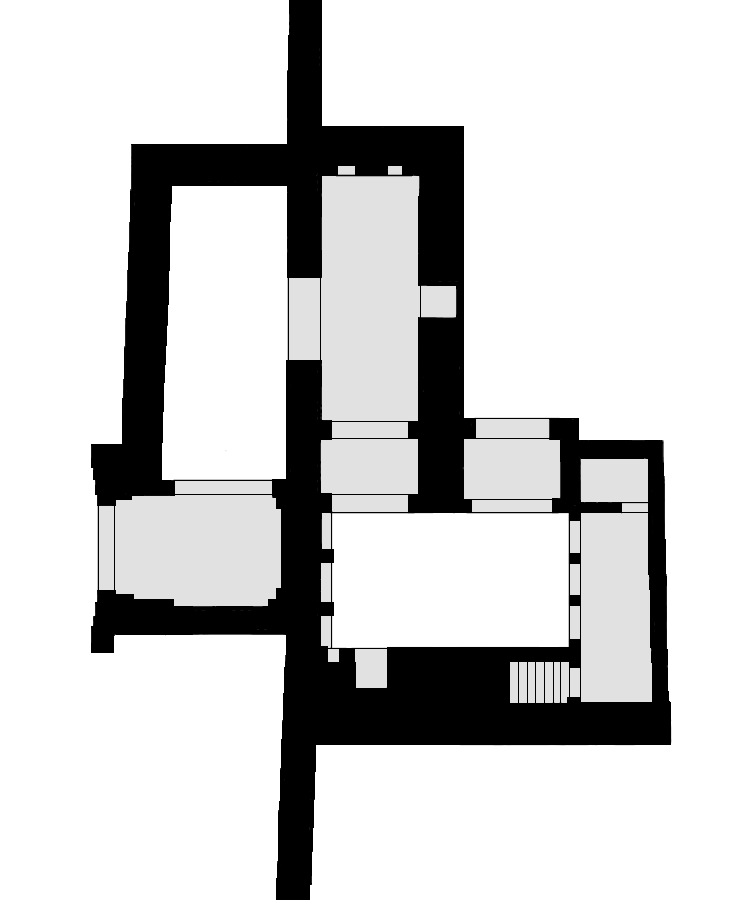
مخطط البوابة الأرضية كما هي اليوم (المناطق المظللة باللون الرمادي الفاتح تشير إلى المناطق داخل البوابة المسقوفة)
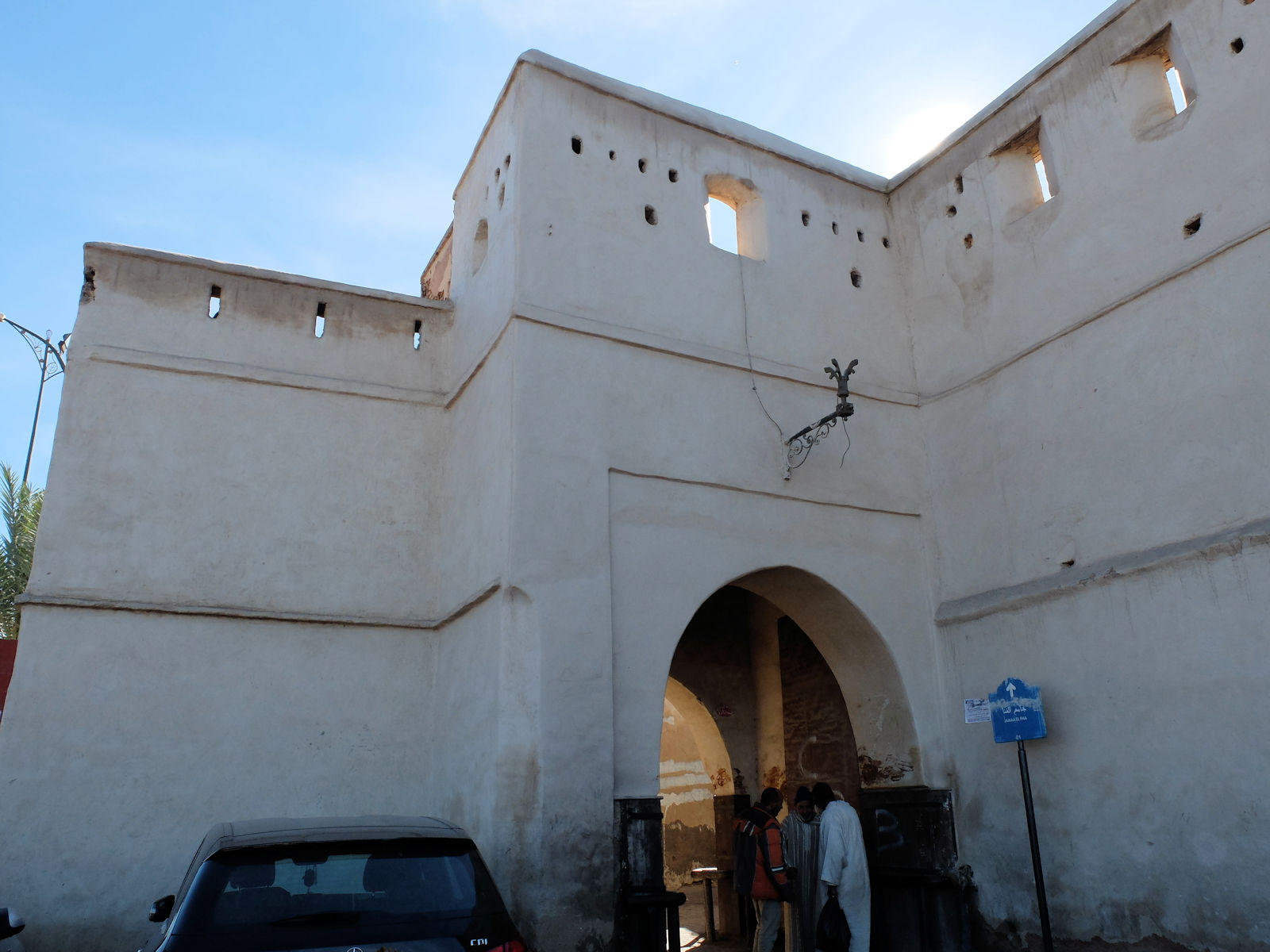
المدخل الخارجي (الشرقي) للبوابة
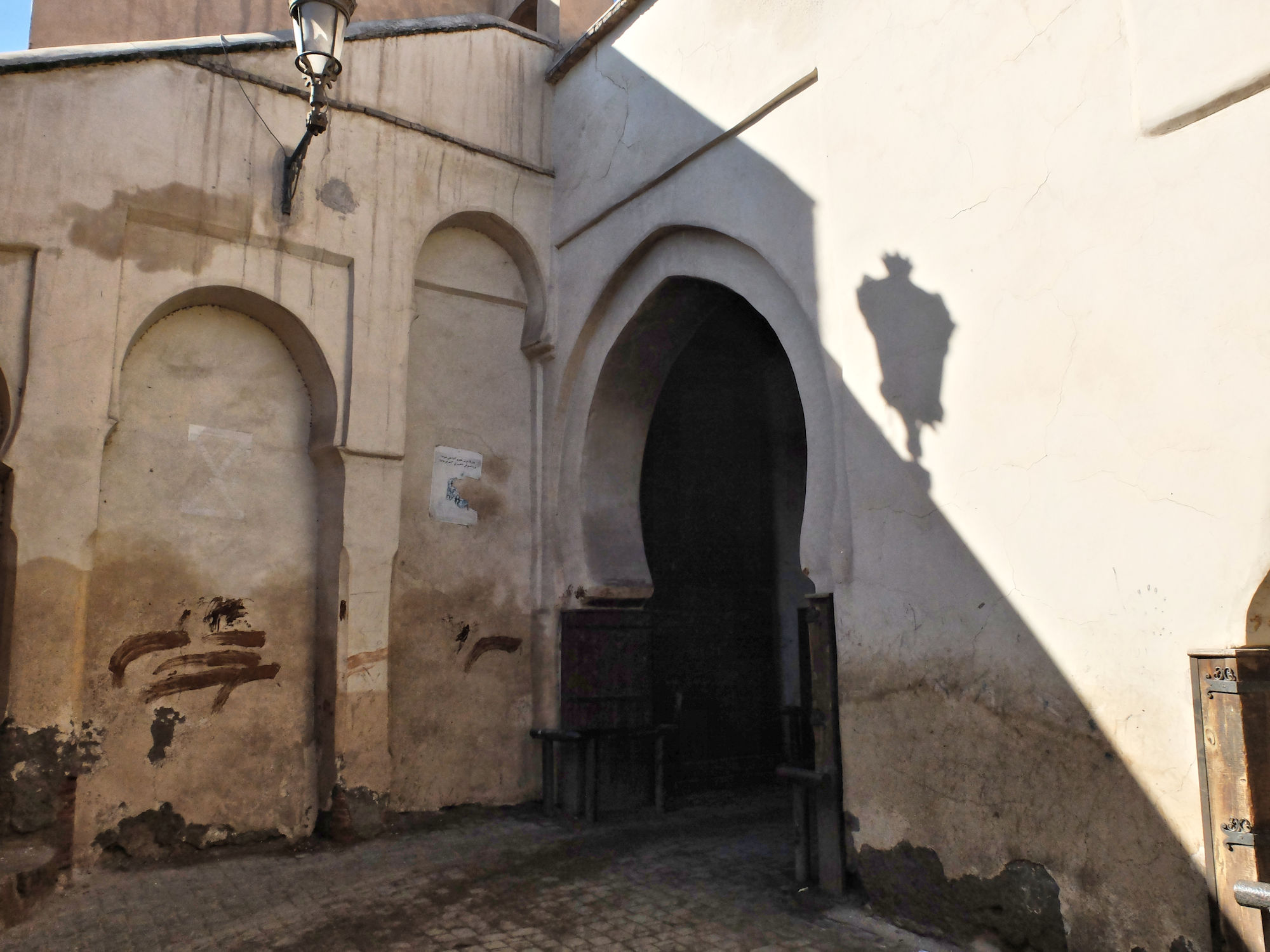
الفناء الداخلي الأول (الشرقي) للبوابة وله أحد الأبواب الداخلية
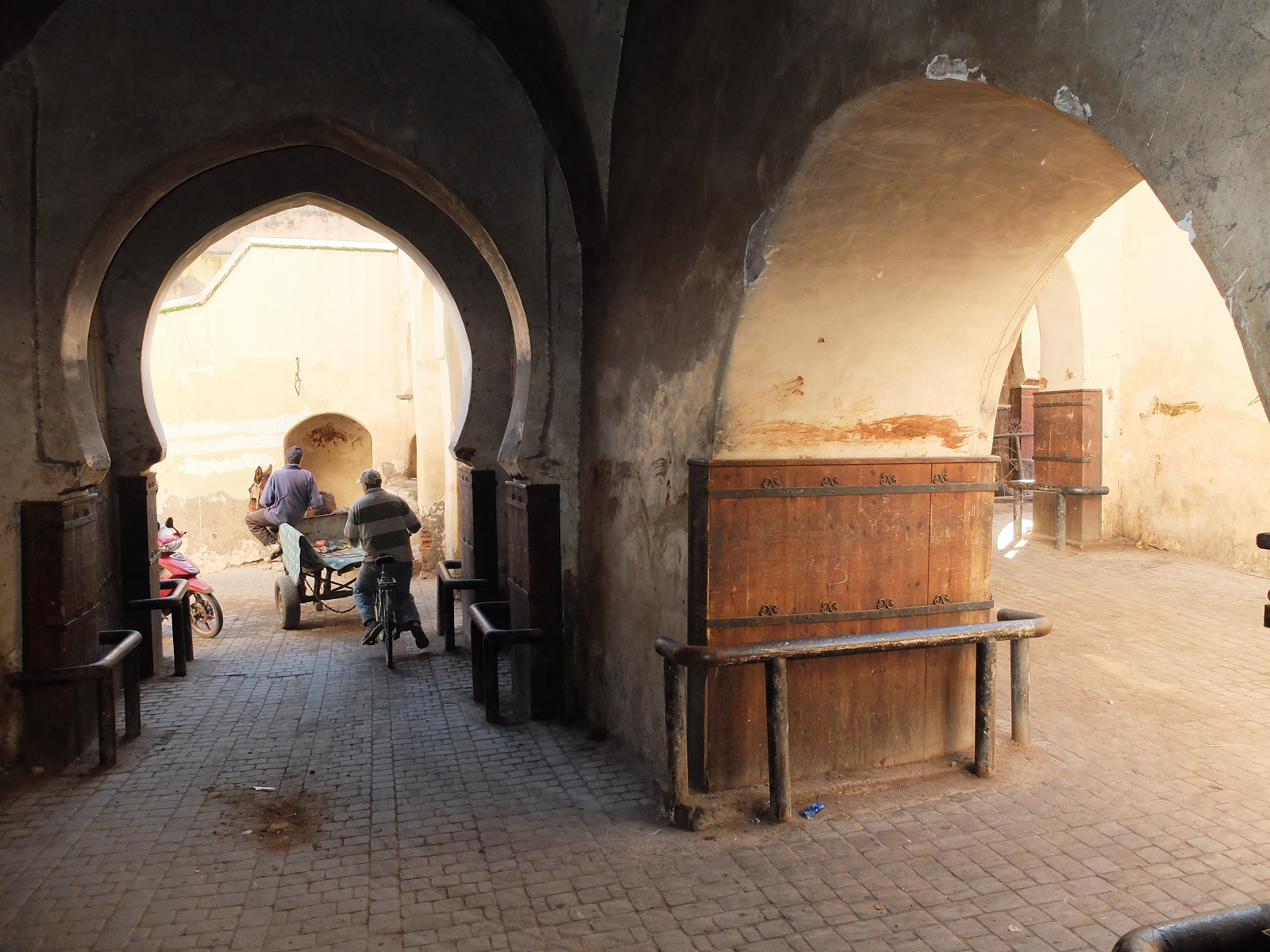
الممر المنحني داخل البوابة
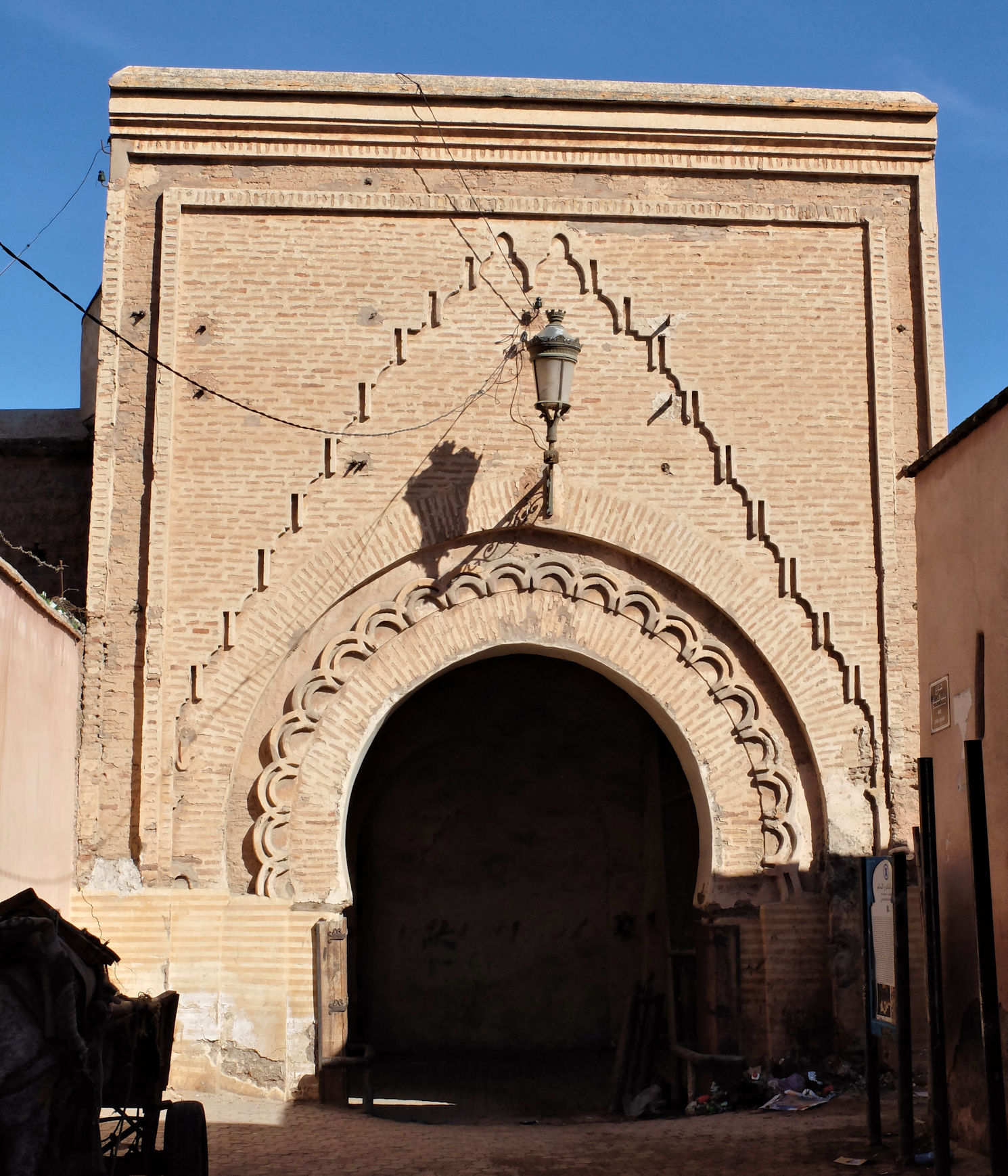
المدخل الغربي للبوابة